# Ciao
Ciao (ˈtʃaʊ; pronunciació: [ˈTʃaːo]) és una salutació informal en llengua italiana que s'utilitza tant per a dir "hola" com per a dir "adéu". Originari del vènet, ha entrat en el vocabulari del català, de l'anglès i de moltes altres llengües del món. El seu doble significat que tant vol dir "hola" com "adéu" fa que sigui similar a xalom en hebreu, salam en àrab, siau en català, annyeong en coreà, aloha en hawaià i chào en vietnamita.

## Etimologia
La paraula deriva de l'expressió emprada en la Llombardia Oh, va be', ciao! ("Oh, bé, sia!"). Aquesta salutació finalment es va escurçar a ciào, va perdre totes les seves connotacions servils i va passar a ser utilitzada com a salutació informal per part de parlants de totes les classes. En la llengua italiana moderna, la paraula es fa servir (a més del significat de salutació) com a exclamació de resignació (també en sentit positiu), com a Oh, va be', ciao! ("Oh, bé, sia!"). En milanès es diu Se gh'hinn gh'hinn; se gh'hinn nò, s'ciào ("Si hi ha [diners], n'hi ha; si no n'hi ha, sia! [no podem fer res]").

## Propagació
El ciào milanès va ser adoptat pels nord-italians a finals del segle xix i principis del XX. Més tard es va fer habitual en altres llocs d'Itàlia amb l'ortografia ciao. Des d'aleshores s'ha estès a molts països d'Europa, juntament amb altres elements de la cultura italiana. A finals del segle xix i principis del XX, la salutació (que s'escriu "chau" i només significa "adéu") es va estendre a les Amèriques — especialment a Colòmbia, Costa Rica, Uruguai, Paraguai, Bolívia, Perú, Equador, Xile, Brasil (com "tchau"), Veneçuela, Panamà i Argentina; principalment a través d'immigrants italians. A la Cuba actual, el "ciao" com a tancament de cartes ha substituït en gran manera el més tradicional "adeu", amb les seves implicacions religioses, per a molts joves. "Ciao" també ha impregnat la cultura australiana, convertint-se en una salutació popular entre els descendents d'immigrants italians. També és freqüent en algunes varietats d'anglès sud-africà. El Ciao també s'ha utilitzat en algunes parts de Romania com a forma de dir "adéu".
A la novel·la d'Ernest Hemingway A Farewell to Arms (1929), que està ubicada al nord-est d'Itàlia durant la Primera Guerra Mundial, se li atribueix haver portat la paraula a la llengua anglesa.

## Ús com a felicitació
En l'ús italià contemporani ciao és intercanviable tant per un hola informal com per un comiat, molt semblant a aloha en hawaià, salām en àrab, xalom en hebreu i annyeong en coreà. A Itàlia, ciao s'usa principalment en contextos informals, és a dir, entre membres de la família, parents i amics, és a dir, amb aquells que s'adreçarien amb el familiar tu (segona persona del singular) en lloc de Lei (forma de cortesia); en aquests contextos, el ciao pot ser la norma fins i tot com a salutació al matí o al vespre, en lloc de buon giorno o buona sera, considerats massa formals entre amics, parents o familiars.

## Ús al món
En altres idiomes, ciao ha tingut significats més específics. La llista següent resumeix l'ortografia i els usos de les salutacions derivades del ciao en diversos idiomes i països.
- Amhàric: ቻው, Chaw ("adéu")
- Búlgar: чао, chao ("adéu")
- Català: ciao, txao ("adéu")
- Bosni: ćao ("hola" o "adéu")
- Txec: ciao, čau ("hola" o "adéu") i čau čau (adéu)
- Neerlandès: ciao ("adéu")
- Anglès: ciao ("adéu")
- Esperanto: ĉaŭ ("hola" o "adéu")
- Estonià: "tšau", també "tšauki": de vegades es pronuncia amb "s" ("hola" o "adéu")
- Finès: "tsau", també "tsaukki" ("hola" o "adéu")
- Francès: ciao, tchao (solia dir-se "adéu"). "Tchao" és l'argot en francès. El 1983, aquesta paraula es va utilitzar en el títol de la popular pel·lícula Tchao, pantin (So Long, Stooge).
- Alemany: ciao, tschau ("adéu", a Suïssa també "hola")
- Grec: τσάο, tsao ("adéu")
- Hebreu: צ'או chao ("adéu")
- Hongarès: csáó o el més informal csá o cső ("hola" o "adéu")
- Interlingua: ciao ("adéu")
- Italià: ciao ("hola", "hola" o "adéu") també "ciao ciao" (adéu).
- Japonès: チ ャ オ, chao ("hola" o "hi") també チ ャ オ チ ャ オchao chao (bye bye).
- Letó: čau ("hola" o "adéu")
- Lituà: čiau ("adéu", poques vegades "hola")
- Macedònic: чао, čao ("adéu")
- Malai: چاو دولو, cau dulu ("adéu"); utilitzat informalment a Malàisia per la part que marxa. La paraula "cau" es pot utilitzar informalment com a verb que significa "deixar"
- Maltès: ċaw ("adéu"); també ċaw ċaw ("adéu adéu")
- Serbi: ћао / ćao (informal "hi" o "bye")
- Polonès: ciao [ˈT͡ɕa.ɔ] (rar)
- Portuguès: tchau ("adéu"), tchau tchau ("adéu") o tchauzinho ("adéu"); a Portugal també s'utilitza xau, sense el so "t", especialment en llenguatges informals escrits com SMS o xats web
- Romanès: ciao ("hola" o "adéu"); sovint s'escriu com a ceau, encara que aquesta forma no és oficialment al vocabulari romanès
- Rus: чау, чао, chao ("adéu"); també de broma - чао-какао, chao-kakao (de чай - "te" i какао - "cacau")
- Croata: ćao ("adéu" o "hola")
- Sicilià: ciau ("hola", "hola")
- Eslovac: čau (variacions: čauko, čaves, čauky, čaf); majoritàriament com a "adéu", però significa "hola" principalment en comunicacions escrites informals (missatges de text, correus electrònics) i trucades telefòniques perquè és més eficaç en el caràcter / més curt i amb més hip que el "ahoj" eslovac.
- Eslovè: ciao, čau o čaw ("hola" o "adéu"); també čaw čaw ("adéu adéu")
- Somali: ciao ("adéu")
- Castellà: a l'Argentina i l'Uruguai la paraula chau és l'expressió més comuna per "adéu". A Xile, el cao és el comiat estàndard. A Espanya, on "adios" (amb una etimologia religiosa com "adéu", el mateix que l'italià "addio" i el francès "à Dieu", que significa "a Déu" en anglès) és l'expressió habitual, la gent pot utilitzar chao com a manera original d'acomiadar-se.
- Alemany suís: ciao / Tschau ("hola" o "adéu")
- Tigriño: ቻው, Chaw ("adéu")
- Turc: çav ("adéu")
- Venecià: ciào ("hola" o "adéu")

En alguns idiomes, com el letó, la versió vernacla del ciao s'ha convertit en la forma més habitual de salutació informal.
El vietnamita chào ("hola" o "adéu") és fonèticament similar però no etimològicament relacionat.

## Variacions
L'ús dominant a l'Amèrica Llatina fa servir el terme únicament com a comiat més que com a salutació.
La salutació té diverses variacions i usos menors. En italià i portuguès, per exemple, un ciao ciao duplicat / tchau tchau significa específicament "adéu", mentre que la paraula triple o quàdruple (però que es diu amb breus pauses entre cadascuna) significa "Adéu, tinc pressa!"
Pronunciat amb un llarg [aː], significa "Hola, estic molt content de conèixer-vos!" (ja sigui sincer o sarcàstic) en italià, i un ús sarcàstic o divertit de "bye!" (cf. Anglès americà) en portuguès. Es pot utilitzar en italià per expressar sarcasme en el punt de vista d'una altra persona sobre un tema, sobretot quan aquesta opinió sona obsoleta, en aquest cas el significat és comparable a l'anglès "Yeah, right!"
En tots aquests casos, però, el significat especial el confereix més la flexió vocal que l'ús modificat.